# Oliwiak żółtooki
Oliwiak żółtooki (Tolmomyias traylori) – gatunek małego ptaka z rodziny muchotyranikowatych (Pipromorphidae). Opisany po raz pierwszy w roku 1997. Występuje w zachodniej Ameryce Południowej. Nie wyróżnia się podgatunków.

## Morfologia
Długość ciała 13,5 cm. Długość skrzydła wynosi 54,9–62,6 mm, dzioba 12,6–13,9 mm, ogona 45,4–50,2, zaś skoku 15,1–16,4 mm. Masa ciała jednego zważonego samca: 11,5 g. Pióra na czole cynamonowe, posiadają oliwkowoszare zakończenia. Policzki płowe, pióra szaro zakończone. Wierzch głowy oliwkowoszary. Pokrywy uszne i boki karku płowocynamonowe. Kark, zgięcie skrzydeł, część pokryw skrzydłowych, grzbiet, kuper oraz pokrywy nadogonowe jasnooliwkowozielone. Lotki szarawe o zielonożółtych obrzeżeniach. Pierś ochrowopłowa. Brzuch żółty. Pokrywy podogonowe kremowe. Tęczówki pomarańczowobrązowe. Górna szczęka ciemna, dolna zaś różowobrązowa. Nogi i stopy niebieskoszare.

## Zasięg występowania
Całkowity zasięg występowania szacowany jest na około 402 000 km². Oliwiak żółtooki występuje w zachodniej Amazonii – w północnym Peru, wschodnim Ekwadorze oraz południowej Kolumbii. Spotykany do wysokości 400 m n.p.m. Środowisko życia stanowią bagienne lasy.

## Zachowanie
Owadożerny, jednak szczegółowe informacje nie są znane. Przebywa pojedynczo lub parami. Niekiedy żeruje w wielogatunkowych stadach. Odnotowano dwa osobniki dorosłe zajmujące się młodym w czerwcu w północnym Peru. Gniazdo nieznane, jednak prawdopodobnie, podobnie jak u innych przedstawicieli Tolmomyias, jest wiszące i posiada wejście blisko spodu.

## Status
IUCN nieprzerwanie od 2006 roku uznaje oliwiaka żółtookiego za gatunek najmniejszej troski (LC, Least Concern). Liczebność populacji nie została oszacowana, ale ptak ten opisywany jest jako rzadki i występujący lokalnie. Trend liczebności populacji uznawany jest za spadkowy ze względu na wylesianie Amazonii.